# Takamasa Watanabe
Takamasa Watanabe (Tokio, 12 mei 1977) is een voormalig Japans voetballer.

## Carrière
Takamasa Watanabe speelde tussen 2001 en 2002 voor Urawa Red Diamonds.